# Palácio de Drottningholm
O Palácio de Drottningholm (em sueco: Drottningholms slott;  PRONÚNCIA) é a residência particular da Família Real Sueca desde 1982. 

Está situado na ilha de Lovön, no lago Mälaren, a 10 quilômetros a oeste de Estocolmo. Foi construído no final do século XVI, segundo desenho do arquiteto Nicodemus Tessin, o Velho. Atualmente, além de ser uma das residências da família real da Suécia, constitui uma popular atracção turística. O palácio está classificado como património mundial da UNESCO.

## O Teatro do Palácio
O Teatro do Palácio de Drottningholm (Drottningholms Slottsteater) é um teatro de ópera localizado no palácio e que ainda funciona atualmente.